# 타마린드 액
타마린드 액(tamarind液) 또는 타마린드 즙(tamarind-)은 타마린드 과육에 물을 타 짜낸 액체이다. 퓌레 같은 걸쭉한 질감이며, 신맛을 내는 조미료로 쓰인다.

## 이름
영어권에서는 흔히 "타마린드 페이스트(tamarind paste)"나 "타마린드 농축액(tamarind concentrate)"으로 불리지만, 페이스트나 농축액이 아니다. 단단한 페이스트 형태로 유통되는 것은 타마린드 과육이다.
동남아시아에서는 남 마캄 삐악(태국어: น้ำมะขามเปียก→젖은 타마린드 액), 느억 매 쭈어(베트남어: nước me chua→신 타마린드 액) 등으로 불린다.

## 만들기
타마린드 과육을 따뜻한 물에 담그고 손으로 주물러 푼 다음, 체에 받쳐 섬유를 제거하여 만든다. 바로 사용하지 않을 시 끓여 보관한다.

## 같이 보기
- 타마린드 과육